# Ando Shunya
Ando Shunya (安藤 駿冶 Andō Shun'ya, sinh ngày 25 tháng 10 năm 1991) là một cầu thủ bóng đá người Nhật Bản. Anh thi đấu cho FC Maruyasu Okazaki.

## Sự nghiệp thi đấu
Ando Shunya gia nhập Fujieda MYFC năm 2014. Vào tháng 8, anh chuyển đến FC Maruyasu Okazaki.

## Thống kê câu lạc bộ
Cập nhật đến ngày 20 tháng 2 năm 2016.
| Thành tích câu lạc bộ | Thành tích câu lạc bộ | Thành tích câu lạc bộ | Giải vô địch | Giải vô địch | Cúp                   | Cúp                   | Tổng cộng | Tổng cộng |
| Mùa giải              | Câu lạc bộ            | Giải vô địch          | Số trận      | Bàn thắng    | Số trận               | Bàn thắng             | Số trận   | Bàn thắng |
| Nhật Bản              | Nhật Bản              | Nhật Bản              | Giải vô địch | Giải vô địch | Cúp Hoàng đế Nhật Bản | Cúp Hoàng đế Nhật Bản | Tổng cộng | Tổng cộng |
| --------------------- | --------------------- | --------------------- | ------------ | ------------ | --------------------- | --------------------- | --------- | --------- |
| 2014                  | Fujieda MYFC          | J3 League             | 11           | 0            | 0                     | 0                     | 11        | 0         |
| 2014                  | FC Maruyasu Okazaki   | JFL                   | 7            | 0            | 0                     | 0                     | 7         | 0         |
| 2015                  | FC Maruyasu Okazaki   | JFL                   | 27           | 1            | 1                     | 0                     | 28        | 1         |
| Tổng                  | Tổng                  | Tổng                  | 45           | 1            | 1                     | 0                     | 46        | 1         |